# 董家里駅
董家里駅（トンガリえき、동가리역）は、朝鮮民主主義人民共和国（北朝鮮）江原道高山郡に位置する朝鮮民主主義人民共和国鉄道省江原線の駅である。

## 歴史
- 日時不明：開業。